# Копривщенска кухня
Традиционната копривщенска кухня, наред с приносите на копривщенци в областта на духовното, революционното и архитектурното развитие по българските земи се явява и микромодел на обществото по време на Възраждането.
Изследванията на историци, етнолози и езиковеди, поради бурната история на градчето често подминават този аспект на характерния бит на населението му. Интерактивната кулинарна карта на българската езикова територия, в частност на района на Копривщица заема особени и характерни черти.
Още Любен Каравелов в повестта си „Българи от старо време“ подробно се занимава с описанието на ритуалното жито за помен, с неговите стоящи разделени зрънца, със смокини и тълчени (ситно счукани) орехи, придружено с печено кукурузено или пшеничено брашно, подсладени с мед или пудра захар. И до днес то се слави с вкуса и аромата си.
Диетата и местните кулинарни традиции са обусловени от бита и източника на доходи на местното население. Друг фактор са високопланинският климат и характерните почви, върху които виреят много малко земеделски култури. От факта, че тук виреят само бръбой (картофи) и ръж произхожда и майтапа „Ядохме бръбой с мръви и напокон ошав“ (ядохме картофи с месо и накрая ошав). Ошава със сини сливи тук е считан за деликатес, тъй като местните плодове не узряват добре и нямат нужната сладост.
Плодовете и зеленчуците за консумация биват доставени веднаж годишно с малък керван от пазарите в тракийско. Гурбетчиите от местното население или богатите търговци с абаджийски стоки, бегликчиите или джелепите носят армаган (подарък) във вид на екзотични плодове и ядки от далечни места – Цариград, Александрия или Кайро.
Освен с почти безбройните начини на приготвяне на ястия с картофи, тутманици (бохча-тутманик) и етреници, град Копривщица е прочут и с потомствения майстор на луканки.Ганчо Искров.

## Рецептури
Готварски рецепти от майстор Пенка Цветкова:
- Копривщенски мазен тутманик[3]
  - Продукти: бяло брашно, яйце, хладка вода, олио, краве масло, сирене, сол
- Зетьова манджа[3]
  - Продукти: яйца, червен пипер, брашно, краве масло, вода, сол
- Лук яхния[3]
  - Продукти: свински ребра, кромид лук, сушени сини сливи, морков, магданоз, дафинов лист, черен пипер (зърна), щипка захар